# Puente de carretera
Un puente de carretera es un puente que permite el paso de tráfico rodado.
La anchura del puente y sus elementos de seguridad (ej. barandas) depende del uso de la vía (paso agrícola, carretera secundaria, carretera principal, autovía y autopista), del tipo de construcción del puente y su vano frente a las condiciones topográficas y geológicas del área (ribera, circunvalación, sobre un valle, etc.), así como de los costes y del impacto paisajístico.

## Puente de autopista
Los puentes de autopista pueden disponer de una o dos plataformas independientes para que circule el tráfico en cada dirección. El material más utilizado para la fabricación es el hormigón armado y pretensado. Los puentes de acero y de compuestos de acero suelen requerir grandes pilares. En algunos tramos de autopista antes del año 1945 también se encuentran puentes en arco amurallados.